# Chełszcząca (dopływ Dąbia)
 Chełszcząca (do 1945 niem. Flossgraben) – struga w województwie zachodniopomorskim o długości ok. 11 km, z czego 10 km przebiega w granicach miasta Szczecin.
Źródła rzeki leżą na skraju Puszczy Goleniowskiej, na granicy gminy Kobylanka w powiecie stargardzkim i szczecińskiego osiedla Sławociesze. Ponieważ znajdują się w niewielkiej odległości od rzeki Płoni, toteż Chełszcząca przejmuje część wód Płoni. Ma to miejsce podczas przyboru wód poprzez łączącą je zastawkę, wtedy następuje kontrolowane przejęcie wód. Natomiast podczas wyjątkowo wysokiego stanu wody występują niekontrolowane przelewy wód z koryta Płoni na tereny źródliskowe Chełszczącej. Do osiedla Cieszyce rzeka płynie na północny zachód, a następnie zmienia bieg na zachodni. Opływa od wschodu i północy osiedle Dąbie. W Cieszycach przyjmuje lewy dopływ Żołnierską Strugę. Uchodzi do jeziora Dąbie poniżej ulicy Jeziornej w Szczecinie.
Wiele wydawnictw mylnie przedstawia Chełszczącą jako jedno z ramion ujściowych rzeki Płoni, co nie jest zgodne z rzeczywistością.